# Шум (община Струга)
 Тази статия е за селото.  За звука вижте шум.  
Шум (на македонска литературна норма: Шум; на албански: Shumi) е село в Северна Македония, в община Струга.

## География
Селото е разположено на четири километра западно от Струга, в западния край на Стружкото поле, в подножието на планината Ябланица на едноименната река Шум.

## История
Според преброяването от 2002 година селото има 837 жители.
| Националност     | Всичко |
| северномакедонци | 2      |
| албанци          | 823    |
| турци            | 0      |
| роми             | 0      |
| власи            | 0      |
| сърби            | 0      |
| бошняци          | 0      |
| други            | 12     |